# 涂家冲站
涂家冲站位于中华人民共和国湖南省长沙市雨花区新建西路与芙蓉中路交叉口地下，是长沙地铁1号线的地铁车站，南北向布置，地下两层结构，于2016年6月28日开通。

## 车站结构

### 车站楼层
| 地下 一层 | 站厅层                                | 站厅、售票机、客服中心、出入口       |  |
| 地下 二层 |                                       | 1号线列车往金盆丘 （下一站：黄土岭） |  |
| 地下 二层 | 岛式月台，左边车门将会开启            |                                      |  |
| 地下 二层 | 1号线列车往尚双塘（下一站：铁道学院） |                                      |  |

## 车站出口
| 出口编号                 | 照片 | 无障碍设施 | 通往道路 | 可到达目的地 | 备注 |
| ------------------------ | ---- | ---------- | -------- | ------------ | ---- |
| 出口 · 3L · 扶手电梯标志 |      | 不適用     |          |              |      |
| 出口 · 4L · 扶手电梯标志 |      | 不適用     |          |              |      |

## 车站周边
- 长沙市第二十一中学